# 丘帕卡區
丘帕卡區（西班牙語：Distrito de Chupaca）是秘魯的一個區，位於該國中部胡寧大區的丘帕卡省，始建於1823年11月12日，面積21.91平方公里，海拔高度3,263米，2005年人口20,421，人口密度每平方公里930人。